# 池中玄太80キロ
『池中玄太80キロ』（いけなかげんたはちじゅっきろ）は、 日本テレビ系の「グランド劇場」（毎週土曜21時 - 21時54分）で放映されたテレビドラマシリーズ。パートIは1980年4月5日から6月28日まで、パートIIは1981年4月4日から8月29日まで、パートIIIは1989年4月8日から5月6日まで、スペシャル版が1982年4月3日（土曜日）と1986年10月11日（土曜日）、そして1992年10月6日（火曜日）に放送された。シリーズは全てバップよりビデオ・DVD化されているほか、2024年10月26日よりHuluにてシリーズ全作の配信が開始されている。
脚本は松木ひろし、主演は西田敏行。西田の民放の連続テレビドラマ初主演作でタイトルの「80キロ」は、制作当時の西田の体重が80kgであったことに由来する。1992年10月6日（火曜日）に放送された最後のスペシャル版では、西田の体重に合わせ『池中玄太83キロ』となった。

## 登場人物
池中家
- 池中玄太
- 池中絵理（長女）
- 池中未来（みく）（次女）
- 池中弥子（三女）
- 鳴山暁子→池中暁子（ビッグスペシャルから玄太と結婚）

その他
- 前川秀也（ヒデ）
- 杉野透（半ペラ）
- 池中（旧姓　あだち）鶴子、昌代（二役）
- 鳴山春江
- 本城理三郎
- 飯島歌子（ママ）/喫茶店マイウェイ店主（のち楠夫人）
- 楠英政（楠公さん）/大京通信社写真部長→大京グラフ編集長
- 秋田チエ（チエちゃん）/喫茶店マイウェイ店員（パートIIでは大京グラフ見習記者）
- 高橋隆子（鶴子の実姉、三姉妹の伯母）
- 荒木（土佐犬）/大京通信社編集部員　

## パートI
放送日：1980年4月5日 - 6月28日
池中玄太（西田敏行）は大京通信社の専属カメラマンで、報道撮影のかたわら鳥類、特にタンチョウの写真を撮影することをライフワークとしていた。編集長楠英政（長門裕之）との報道写真をめぐる激しいやり取りが続く日々でもあった。ある日、そんな玄太が子持ちの未亡人鶴子（丘みつ子）と知り合い、結婚することになる。鶴子の3人の娘 絵理（杉田かおる）、未来（有馬加奈子）、弥子（安孫子里香）が玄太になつかないまま5人による同居生活が始まった。最初は3人の娘は玄太に距離を置いていたが、しだいに玄太に打ち解けるようになってきた矢先、妻の鶴子が脳内出血で倒れ、帰らぬ人となってしまう。
残された3人の子供たちに対して周囲では、他人の玄太には育てるのは無理と反対をするが、玄太は鶴子との約束だと言って、3人を立派に育てて見せると宣言する。その後、玄太と3人の娘は本音で格闘しあい、やがて、本当の家族以上に理解しあえる関係になっていく。
- キャッチコピー：「玄太は陽溜りのような匂いと暖かさを持っていた」「俺には礼服が似合わない」「楽しくって、おかしくってチョッピリ哀しくってやっぱり楽しい熱中パパ奮戦記」

### 出演
- 池中玄太：西田敏行
- 鳴山暁子：坂口良子
- 前川秀也：三浦洋一
- 杉野透：井上純一
- 秋田チエ：藤谷美和子
- 隆子：高田敏江
- 池中絵理：杉田かおる
- 池中未来：有馬加奈子
- 池中弥子：安孫子里香
- 鶴子：丘みつ子
- 久美：岸絵まり子
- ：日向亜希
- ：西尾三枝子
- ：小沢朋子
- ：相原巨典
- ：大月ウルフ
- ：山本武
- ：泉よし子
- ：仁和令子
- ：佐々木梨里
- ：神山喜久子
- ：茅島成美
- ：小林昭二
- ：安部玉絵
- ：山田浩顕
- ：吉野佳子
- ：入江正徳
- ：大山豊
- 飯島歌子：松尾和子
- 鳴山春江：丹阿弥谷津子
- ：西沢利明
- ：今井和子
- ：平田守
- ：嵯峨善兵
- ：小瀬格
- ：青森伸
- ：増田康好
- ：斉木信博
- ：沖田弘二
- ：寄山弘
- ：広瀬準
- ：吉本選江
- ：柴田磯松
- ：大橋信予
- ：田中耕二
- ：嶋崎伸夫
- ：加門良
- ：小池栄
- ：竹内靖
- ：荒瀬寛樹
- ：岸本功
- ：木内聡
- ：笠井心
- ：円谷文彦
- ：吉村庸
- ：原景子
- ：小林聡美
- ：志茂由佳
- ：江村和紀
- ：酒井郷博
- ：後藤健
- ：坂口進也
- ：佐々木研
- ：千葉茂
- ：西屋東
- ：森篤夫
- ：団巌
- ：和久井節緒
- ：稲川善一
- ：米津高明
- ：深作悟
- ：清水忠一
- ：山川弘乃
- ：今野鶏三
- ：藤本伸二
- ：菅原ちね子
- ：佐々木敏
- ：坂井寿美江
- ：坂口芳貞
- ：小川隆一
- ：亀山美樹
- ：尾形恵子
- ：オードリ・フジカケ
- ：鳥居美映子
- ：宮寺康夫
- ：小池幸次
- ：丹羽忠太
- ：井上由紀夫
- ：和甲拓
- ：児玉謙次
- ：野沢由香里
- ：村田則男
- ：纓片達夫
- ：劇団日本児童
- ：日本テレビ音楽学院
- ：下元勉
- ：荒木道子
- ：三橋達也（特別出演）
- 楠英政：長門裕之
- 荒木（ニックネームは土佐犬）荒川真
- 本城理三郎：宇野重吉

### スタッフ
- 作：松木ひろし、松原敏春
- 音楽：坂田晃一
- 主題歌：「風に抱かれて」
  - 作詞：喜多條忠
  - 作曲：芳野藤丸
  - 編曲：木森敏之
  - 唄：西田敏行（レコード：CBS・ソニー〈現：ソニー・ミュージックレーベルズ〉）

SHŌGUNが1979年に発表した曲のカバー。
- 挿入歌：「娘たちよ」
  - 作詞：東海林良
  - 作曲：木村昇
  - 編曲：木森敏之
  - 唄：西田敏行（レコード：CBS・ソニー）
- 制作：溝口至（日本テレビ）、中島忠史（日本テレビ）、安念正一、成田美津留
- 技術：原田伸夫
- カメラ：平川守利、熊谷和明、岩戸谷洋治、竹内仁義、高梨正利
- 照明：高羽昇、水戸実、小林靖直、浅見俊一、宮本博司、佐藤隆、芝田宏二
- 美術：奥津徹夫
- 音声：渋谷公輝、中島勲、佐内康治、中村豊二
- 音楽効果：諸橋毅一、丸岡宏聡
- VTR編集：秋山朋芳、今井雅晴
- 調整：高瀬尚一
- PR：河村良子
- タイトル：丸山能明
- スチール：水谷功、笹田和俊
- 演出補：中山史郎
- 大道具：多正行
- 小道具：福田健一
- 衣裳：佐々木睨子
- 記録：原田靖子
- 協力：ミカレディ、ガゼール、財団法人日本野鳥の会
- 写真提供：筒井張、叶内拓哉
- 技術協力：東洋現像所ビデオセンター（現.IMAGICA Lab.ビデオセンター）
- 制作協力：札幌テレビ、生田スタジオ
- プロデューサー：中島忠史
- 演出：石橋冠、吉野洋、中山史郎、宮崎洋、松永好訓、剣政博
- 製作：日本テレビ

## パートII
放送日：1981年4月4日 - 8月29日
海外取材から帰った玄太を待っていたのは、火事による自宅の焼失だった。娘3人も親類などに引き取られ幸せそうに暮らしていた。鶴子の位牌だけは焼け残ったと聞かされ新居を構えると娘たちも戻ってきた。そんな中、火事の中、実は暁子（坂口良子）が位牌を取りに飛び込んだと聞かされる。

### 出演
- 池中玄太：西田敏行
- 鳴山暁子：坂口良子
- 前川秀也：三浦洋一
- 杉野透：井上純一
- 秋田チエ：藤谷美和子
- ：星野真弓
- 隆子：高田敏江
- ：大橋芳枝
- 池中絵理：杉田かおる
- 池中未来：有馬加奈子
- 池中弥子：安孫子里香
- 鶴子、昌代（二役）：丘みつ子[注釈 3]
- 春江：丹阿弥谷津子
- ：加瀬悦孝
- ：鹿沼えり
- ：原田大二郎
- ：大地真央
- ：平田守
- ：河村弘二
- 荒木（土佐犬）：荒川真
- ：綾田俊樹
- ：井上夏葉
- ：島本須美
- ：円谷文彦
- ：磯田俊比古
- ：坂口進也
- ：後藤健
- ：阪上和子
- ：植田敏生
- ：牧村泉三郎
- ：熊谷雄二
- ：嶋崎伸夫
- ：加門良
- ：田中耕二
- ：篠田薫
- ：広森信吾
- ：荒瀬寛樹
- ：木葉剛
- ：側見民雄
- ：酒井郷博
- 飯島歌子：松尾和子
- 楠英政：長門裕之

### スタッフ
- 作：松木ひろし
- 脚本：林秀彦、清水邦夫、金子成**人、桃井章
- 音楽：坂田晃一
- テーマ曲：「もしもピアノが弾けたなら」「いい夢みろよ」
  - 作詞：阿久悠
  - 作曲：坂田晃一
  - 編曲：坂田晃一
  - 唄：西田敏行（レコード：CBS・ソニー）
- 制作：溝口至
- テクニカルディレクター：原田伸夫
- チーフカメラ：平川守利
- ライテングディレクター：高羽昇
- ミキサー：渋谷公輝
- アートディレクター：奥津徹夫
- 装置：奥沢義郎
- 装飾：鈴鹿博
- 衣裳：佐々木皖子
- メイク：福田祐子
- VTR編集：秋山朋重（東洋現像所ビデオセンター）
- VTR調整：高瀬尚一
- 音響効果：諸橋毅一
- スクリプター：原田靖子
- 制作補：安念正一
- タイトル撮影（タイトルバック写真撮影）：水谷功
- 写真提供：筒井彊、叶内拓哉
- 演出補：伊世憲造、水田伸生
- 協力：マクレガー、キング、キャトルセゾン
- 協力：生田スタジオ、館野芳男（青年座映画放送）
- ロケーション撮影：日本プロダクトビルダー 原田勲
- 協力：財団法人日本野鳥の会、財団法人日本鳥類保護連盟、財団法人山階鳥類研究所
- プロデューサー：中島忠史
- 演出：石橋冠、宮崎洋
- 製作：日本テレビ

## ビッグスペシャル

### 出演
- 西田敏行
- 坂口良子
- 三浦洋一
- 井上純一
- 藤谷美和子
- 杉田かおる
- 有馬加奈子
- 安孫子里香
- 西山水木
- 水原ゆう紀
- 高田敏江
- 荒川真
- 日向亜希
- 堀ひろ子
- 児玉謙次
- 大月ウルフ
- 井上夏葉
- 後藤健
- 加門良
- 牧村泉三郎
- 芹沢常夫
- 嶋崎伸夫
- 礒田俊比古
- 山路和弘
- 田中耕二
- 沖田弘二
- 水幡洋
- 村田規夫
- 岩崎有
- 北川真由美
- 熊谷雄二
- 市川勉
- 広森信吾
- 森篤夫
- 竹内靖
- 近松敏夫
- 川田道子
- 日本児童
- ヤマプロ
- 丹阿弥谷津子
- 松尾和子
- 宇野重吉（特別出演）
- 長門裕之

### スタッフ
- 脚本：松木ひろし
- 音楽：坂田晃一
- 制作：中島忠史
- 演出：石橋冠、宮崎洋、水田伸生
- 記録：鈴木一美
- 技術：原田伸夫、関吉一、高羽昇、渋谷公輝、諸橋毅一、小島幸子、高瀬尚一、秋山朋重（東洋現像所ビデオセンター）
- 美術：奥津徹夫、鈴鹿博、小浦雅彦、佐々木皖子、佐藤信義、平井隆生、鈴木晴美、金子雅男

　* 衣裳協力：マクレガー、AFC、MELROSE（co.LTD.）
- 製作：日本テレビ

## 池中玄太80キロスペシャル 鳥の詩 力強く飛ぶんだゾ

### 出演
- 池中玄太：西田敏行
- 池中暁子：坂口良子
- 前川秀也：三浦洋一
- 長女・絵理：杉田かおる
- 杉野透：井上純一
- 和美：比企理恵
- 次女・未来：有馬加奈子
- 三女・弥子：安孫子里香
- 隆子：高田敏江
- ：黒沢ひろみ
- ：益富信孝
- ：水上功治
- ：吉本選江
- ：大月ウルフ
- 楠英政：長門裕之
- 妻・歌子：松尾和子
- 池中鶴子：丘みつ子（特別出演）
- ：奈津れい子
- ：内堀和晴
- ：松木有吾
- ：牧村泉三郎
- ：茂木幹雄
- ：藤堂貴也
- ：元松功子
- ：堀田真美子
- ：後藤健
- ：上野美和
- ：秩父俊哉
- ：斉藤亮太
- まさゆき：井上飛敏
- ：山本与志恵
- ：吉尾玲
- ：岡村真美
- ：三谷侑未
- ：渥美れい子
- ：小林千登世
- ：村重美穂
- 柏木編集長：小林克也
- 尾形社長：山本耕一
- 妻・春江：丹阿弥谷津子
- 奥村医師：三浦友和（特別出演）
- 本城先生：宇野重吉

### スタッフ
- 脚本：松木ひろし
- 音楽：坂田晃一
- 技術：原田伸夫
- カメラ：平川守利
- 照明：高羽昇
- 音声：渋谷公輝
- VE：小松昭三
- VTR：小田切稔人
- 音効：諸橋毅一、丸岡宏聡
- 編集：伊藤信行
- MA：山崎茂己
- 美術：奥津徹夫
- 装置：清浩久
- 装飾：川合政行
- 持道具：佐藤信義
- 衣裳：佐々木皖子
- メイク：高木富美子
- 特効：平井隆生
- 造園・花：佐藤裕、松本美智子
- スタイリスト：西ゆり子
- 広報：飯島哲夫
- タイトル：丸山能明
- スチール：水谷功
- 記録：唐木めぐみ
- 企画協力：S・H・P（青年座放送プロジェクト）
- 衣裳協力：SUZUya、馬里邑、LMKLAUGUIN、鈴乃屋、flcce uomo
- 写真提供：筒井彊、フォトライブラリー明星
- 制作協力：生田スタジオ（相馬清三）
- 制作補：松村あゆみ、飯塚正彦
- 演出補：太田雅晴、藤本一彦、佐藤東弥、里内英司
- 演出協力：小松伸生
- プロデューサー：中島忠史
- 演出：石橋冠
- 製作著作：日本テレビ

## パートIII
放送日：1989年4月8日 - 5月6日
結局、玄太は暁子と再婚し、子供も生まれる。絵理は奥村（三浦友和）と結婚。暁子と同じ日に女の子を出産。未来は半ペラと恋人関係になり最後のSPで結婚する。パートIIで、半ペラはチエと恋人となり同棲までしていた。その後のスペシャルなどで、チエが半ペラの将来を考えて離れてゆき、「ビッグスペシャル」の中で別れが描かれている。弥子は父と同じカメラマンを目指す。

### 出演
- 池中玄太：西田敏行
- 暁子：坂口良子
- 前川秀也：三浦洋一
- 杉野透：井上純一
- 絵理：杉田かおる
- 未来：河合美智子[注釈 4]
- 弥子：安孫子里香
- 隆子：高田敏江
- 歌子：松尾和子
- 春江：丹阿弥谷津子
- ：屋敷かおり
- ：エリック・ニュートン
- ：土倉有貴
- ：大西良和
- ：嶋崎伸夫
- ：田中耕二
- ：加門良
- ：後藤健
- ：牧村泉三郎
- ：藤崎卓也
- ：阿部桂子
- ：今井あずさ
- ：村田則男
- ：岩崎ひろし
- ：水木薫
- ：水野なつみ
- ：梓笙子
- ：浜野正幸
- ：中村美和
- ：逸見道郎
- ：須永慶
- ：若林健治
- ：阿部六郎
- ：大念寺誠
- ：遠山俊也
- ：島美弥子
- ：オスカーSP
- 楠英政：長門裕之
- 奥村：三浦友和（友情出演）
- 小日向あきら：桜田淳子

### スタッフ
- 原案・脚本：松木ひろし
- 音楽：坂田晃一
- 制作：中島忠史
- 技術：加賀屋寛
- カメラ：片野憲司
- 照明：野村博幸
- 音声：戸田幸春
- VE：高瀬尚一
- 編集：中村勇、伊藤信行
- 音効：諸橋毅一
- MA：大森良憲
- 美術：奥津徹夫、石附千秋
- 装置：塚原一夫
- 装飾：内山勝博
- 衣裳：佐々木皖子
- 持道具：志田尚二
- メイク：竹内美枝子
- スタイリスト：加藤涼子
- 演出補：五木田亮一、斎藤郁宏
- 制作補：倉田貴也
- 記録：布施昌子
- 広報：東良子
- タイトル：丸山能明
- スチール：水谷功
- 衣裳協力：ローズマンダム、ficce、花咲、鈴乃屋、ハナムラ、ALFASPIN、2ND BOOTH、BECAUSE
- 企画協力：S・H・P（青年座放送プロジェクト）
- 協力：CANON、大和生命ビル、ヤマ・プロ、セントラル子供タレント
- 技術協力：NTV映像センター、生田スタジオ
- プロデューサー：小山啓
- 演出：石橋冠
- 製作著作：日本テレビ

## 池中玄太83キロ さよならスペシャル

### キャスト
- 池中玄太：西田敏行
- 暁子：坂口良子
- 春江：丹阿弥谷津子
- 歌子：松尾和子
- 杉野透：井上純一
- 絵理：杉田かおる
- 未来：有馬加奈子
- 弥子：安孫子里香
- ：加藤和夫
- ：植村喜八郎
- ：矢崎文也
- ：秋葉マサル
- ：増野設子
- ：大月ウルフ
- ：沢村健司
- ：清水武尊
- ：三上高央
- ：河野達也
- ：多田頼満
- ：河内春樹
- ：館翔太
- 八木邦宏：近藤真彦（特別出演）
- ：小池栄
- ：坂口進也
- ：牧村泉三郎
- ：加門良
- ：加藤満
- ：光岡湧太郎
- ：井川哲也
- ：水野なつみ
- ：原千果子
- ：まいける井上
- ：神田聖子
- ：姫ゆり
- ：峰三太
- ：早川理恵子
- ：緒津潤郎
- ：朝倉一
- ：曽呂利之
- ：山本奈々
- ：川口沙織
- ：黒沢怜良
- ：ヤマプロ
- 深沢のぞみ：佐野量子
- ：阿藤快
- ：泉ピン子（友情出演）
- 楠英政：長門裕之

### スタッフ
- 企画：中島忠史、石橋冠
- 脚本：松木ひろし
- 音楽：坂田晃一
- 技術：加賀屋寛
- カメラ：片野憲二
- 照明：伊藤正雄
- 音声：瓜生公伸
- 調整：九里隆雄
- 編集：伊藤信行
- MA：大森良憲
- 音効：諸橋毅一
- 美術：石附千秋
- 装置：塚原一夫
- 装飾：鈴木喜勝
- 衣裳：佐々木皖子
- 持道具：榎郁子
- スタイリスト：西ゆり子
- メイク：大里清美、森富美枝
- 生花：鈴木晴美
- 美術デスク：橋口武
- 広報：河村良子
- スチール：水谷功
- 擬斗：斎藤英雄（ナンバーワンプロ）
- 車輌：ランナーズ
- 衣裳協力：鈴乃屋、ワタベ、erreuno、panlnaro、VICKY、メゾンドトワレ、MIEKO UESAKO、C.P.COMPANY
- 持道具協力：株式会社マスダ増、COLANDco.LTD.、MURAI
- 撮影協力：キヤノン販売（株）、東京写真専門学校、ホテル瑞鳳
- 演出補：高木治男
- 記録：藤本君子
- 制作主任：高橋喜久雄
- プロデューサー：小松伸生、池上雄三、中込卓也
- 演出：石橋冠
- 制作：NTV映像センター
- 製作・著作：日本テレビ

## 主題歌・挿入歌
※レコードの発売元は後述する「鳥の詩」を除き、CBS・ソニー（現：ソニー・ミュージックレーベルズ）から発売された（「鳥の詩」のみ発売元はラジオシティレコード〈現：バンダイナムコミュージックライブ〉）。

パートII
- 主題歌：西田敏行「もしもピアノが弾けたなら」（作詞：阿久悠、作曲・編曲：坂田晃一）

元々は「いい夢みろよ」のB面だったが、のちにA面に変更された。
- 挿入歌：西田敏行「いい夢みろよ」（作詞：阿久悠、作曲・編曲：坂田晃一）
- 挿入歌：杉田かおる「鳥の詩」（作詞：阿久悠、作曲・編曲：坂田晃一）

ドラマの中で最初に歌ったのは、杉田ではなく西田である。

パートIII
- テーマ曲：西田敏行「もしもピアノが弾けたなら」（作詞：阿久悠、作曲・編曲：坂田晃一）
- テーマ曲：杉田かおる「鳥の詩」（作詞：阿久悠、作曲・編曲：坂田晃一）

## 放送日程

### パートI（1980年）
| 各話                                                       | 放送日        | サブタイトル                  | 脚本       | 演出     | 視聴率 |
| ---------------------------------------------------------- | ------------- | ----------------------------- | ---------- | -------- | ------ |
| 第一回                                                     | 1980年4月5日  | ハロー!娘たちよ               | 松木ひろし | 石橋冠   | 20.5%  |
| 第二回                                                     | 1980年4月12日 | 忘れてた!入学式               | 松木ひろし | 石橋冠   | 21.9%  |
| 第三回                                                     | 1980年4月19日 | やったぜ!特ダネ               | 松木ひろし | 石橋冠   | 22.6%  |
| 第四回                                                     | 1980年4月26日 | 育てられなきゃ産むな!         | 松木ひろし | 石橋冠   | 21.4%  |
| 第五回                                                     | 1980年5月3日  | オヤジの心は母ごころ          | 松木ひろし | 吉野洋   | 21.0%  |
| 第六回                                                     | 1980年5月10日 | 父に贈るカーネーション        | 松木ひろし | 吉野洋   | 20.3%  |
| 第七回                                                     | 1980年5月17日 | あたし、赤ちゃんが欲しい!     | 松木ひろし | 石橋冠   | 21.8%  |
| 第八回                                                     | 1980年5月24日 | 給料日の約束                  | 松木ひろし | 石橋冠   | 23.3%  |
| 第九回                                                     | 1980年5月31日 | お父さんは、いつ社長になるの? | 松原敏春   | 宮崎洋   | 19.3%  |
| 第十回                                                     | 1980年6月7日  | この娘を養女に!?              | 松木ひろし | 石橋冠   | 21.4%  |
| 第十一回                                                   | 1980年6月14日 | 男も女もあるもんか!           | 松木ひろし | 石橋冠   | 20.7%  |
| 第十二回                                                   | 1980年6月21日 | 人の気も知らないで…           | 松木ひろし | 中山史郎 | 20.5%  |
| 最終回                                                     | 1980年6月28日 | 娘たちよ、大きく翔べ!         | 松木ひろし | 石橋冠   | 22.8%  |
| 平均視聴率 21.3%（視聴率は関東地区・ビデオリサーチ社調べ） |               |                               |            |          |        |

### パートII（1981年）
| 各話   | 放送日        | サブタイトル               | 視聴率 |
| ------ | ------------- | -------------------------- | ------ |
| 第1回  | 1981年4月4日  | 再び、娘たちよ…            | 28.5%  |
| 第2回  | 1981年4月11日 | 娘の受験、親父は受難       | 23.5%  |
| 第3回  | 1981年4月18日 | 鶴よ舞え!妻の一周忌        | 23.7%  |
| 第4回  | 1981年4月25日 | この眼で見たんだ!          | 21.6%  |
| 第5回  | 1981年5月2日  | お父さんの恋…              | 20.7%  |
| 第6回  | 1981年5月9日  | 大きな態度の小さな居候     | 23.1%  |
| 第7回  | 1981年5月16日 | 母さん聞こえる? 鳥の詩     | 21.7%  |
| 第8回  | 1981年5月23日 | 子のこころ親知らず         | 22.3%  |
| 第9回  | 1981年5月30日 | 突然の結婚式               | 26.4%  |
| 第10回 | 1981年6月6日  | いつまで娘と入れるだろう   | 23.8%  |
| 第11回 | 1981年6月13日 | 付き合ってもいいですか     | 23.4%  |
| 第12回 | 1981年6月20日 | 中味で勝負!                | 21.3%  |
| 第13回 | 1981年6月27日 | 数字で決めるな!            | 26.2%  |
| 第14回 | 1981年7月4日  | お母さんは一人だけ         | 25.1%  |
| 第15回 | 1981年7月11日 | 娘は女、親父は男           | 24.5%  |
| 第16回 | 1981年7月18日 | 嘘も使い道…?               | 25.7%  |
| 第17回 | 1981年7月25日 | 恋はローリング・16才       | 22.8%  |
| 第18回 | 1981年8月1日  | もしもピアノが弾けたなら   | 23.1%  |
| 第19回 | 1981年8月8日  | 卵産みたい…!?              | 21.4%  |
| 第20回 | 1981年8月15日 | 欲しいものはとれ!          | 22.6%  |
| 最終回 | 1981年8月29日 | 最終話（サブタイトルなし） | 28.7%  |

### ビッグスペシャル（1982年）
| 放送日       | サブタイトル                   | 脚本       | 演出   | 視聴率 |
| ------------ | ------------------------------ | ---------- | ------ | ------ |
| 1982年4月3日 | 第1部 ウエディングベル危機一髪 | 松木ひろし | 石橋冠 | 26.0%  |
| 1982年4月3日 | 第2部 そして今、巣立つ時       | 松木ひろし | 石橋冠 | 31.5%  |

### スペシャル（1986年）
| 放送日         | サブタイトル              | 脚本       | 演出   | 視聴率 |
| -------------- | ------------------------- | ---------- | ------ | ------ |
| 1986年10月11日 | 鳥の詩・力強く飛ぶんだゾ! | 松木ひろし | 石橋冠 | 17.9%  |

### パートIII（1989年）
| 各話   | 放送日       | 脚本       | 演出   | 視聴率 |
| ------ | ------------ | ---------- | ------ | ------ |
| 第1話  | 1989年4月8日 | 松木ひろし | 石橋冠 | 17.7%  |
| 第2話  | 4月22日      | 松木ひろし | 石橋冠 | 10.3%  |
| 第3話  | 4月29日      | 松木ひろし | 石橋冠 | 11.3%  |
| 最終話 | 5月6日       | 松木ひろし | 石橋冠 | 13.9%  |

### 池中玄太83キロ さよならスペシャル（1992年）
| 放送日        | 脚本       | 演出   | 視聴率 |
| ------------- | ---------- | ------ | ------ |
| 1992年10月6日 | 松木ひろし | 石橋冠 | 23.9%  |